# 向日葵のように
向日葵のように（ひまわりのように）は、北原愛子の3枚目のシングル。

## 解説
- 前作までのアニメソングから一転し、自身初のバラエティ番組の主題歌となる。

## 収録曲
1. 向日葵のように
  - 作詞：北原愛子／作曲・編曲：小澤正澄
2. 僕は君だけの太陽になる
  - 作詞：北原愛子／作曲：岩井勇一郎／編曲：小林哲
3. 向日葵のように -instrumental-
4. 僕は君だけの太陽になる-instrumental-

## タイアップ
- 日本テレビ系「モグモグGOMBO」エンディングテーマ（#1）